# تسوغومي أوبا
تسوغومي أوبا (大場 つぐみ، أوبا تسوغومي)، ولد في طوكيو، اليابان، هو مؤلف ياباني كاتب للمانغا وهو شهير بعمله للمانغا مفكرة الموت (ديث نوت) ومانغا باكومان مع مصمم الرسومات تاكيشي أوباتا. وكان يعرف بأنه حين يكتب المانجا كان يجلس مثل جلسة L في الانمي.

## أعماله
- مفكرة الموت مع الرسام تاكيشي أوباتا بين (2003-2007)
- باكومان مع الرسام تاكيشي أوباتا بين (2008-2012)
- أهرب يامادا-كن مع الرسام روبيكو؛وهي ون شوت (2014)
- بلاتينوم إيند مع الرسام تاكيشي أوباتا بين (2015- حتى الآن..)

## روابط خارجية
- تسوغومي أوبا على موقع IMDb (الإنجليزية)
- تسوغومي أوبا على موقع ألو سيني (الفرنسية)
- تسوغومي أوبا على موقع ميوزك برينز (الإنجليزية)
- تسوغومي أوبا على موقع أول موفي (الإنجليزية)
- تسوغومي أوبا على موقع قاعدة بيانات الفيلم (الإنجليزية)
- تسوغومي أوبا على موقع ANN person (الإنجليزية)